# Simon Rex
Simon Rex Cutright, noto anche con lo pseudonimo di Dirt Nasty (San Francisco, 20 luglio 1974), è un attore e rapper statunitense, meglio noto per il ruolo di George nella serie di film Scary Movie.

## Biografia

### Inizi
Nativo di San Francisco, inizia a lavorare come modello da adolescente, arrivando a posare per Calvin Klein, Versace e Levi's. Nel 1993, all'età di 19 anni, appare in due video porno gay (Young, Hard & Solo #2 e Young, Hard & Solo #3) sotto lo pseudonimo di Sebastian, girando delle scene di masturbazione in solitaria; le sue scene verranno poi ripubblicate nel 2000 nei film Hot Sessions 11 e 12 per capitalizzare sulla sua nuova fama televisiva.
Rex ha dichiarato di essere convinto all'epoca che nessuno in America li avrebbe visti, essendo stato assicurato che fossero destinati al solo mercato europeo. Questo fatto tornerà periodicamente alla luce nel corso della sua futura carriera di attore, regalandogli pubblicità facile, ma anche causandogli problemi; la Disney porrà un veto alla sua assunzione nella sitcom per ragazzi Zoe, Duncan, Jack & Jane.
Dal 1995 è vee-jay su MTV per un paio d'anni, presentandovi diversi show. Mentre lavora per MTV, appare in un episodio a tema della serie Baywatch, il suo primo ruolo. Esordisce nel 1999 con un ruolo regolare nella serie Katie Joplin, ma la serie non piace all'emittente WB e ne vengono girati solo 7 episodi, di cui 5 mandati in onda prima della sua cancellazione. Tuttavia, sempre lo stesso anno, riesce a farsi notare dal pubblico con 4 episodi della prima stagione della serie Felicity, soprattutto grazie al fatto di interpretare il personaggio con cui la protagonista Felicity Porter (Keri Russell) decide infine di perdere la verginità, una scelta al tempo criticata, come da Entertainment Weekly. Ha poi un ruolo regolare nella sitcom Jack & Jill, durata due stagioni. Nel 2000 esordisce al cinema con la commedia Shriek - Hai impegni per venerdì 17?.
Nel 2002 è nel cast principale della sitcom Le cose che amo di te a fianco di Jennie Garth; la serie si dimostra un successo, ma Rex l'abbandona dopo la prima stagione per prendere parte alle riprese del film campione di incassi Scary Movie 3 - Una risata vi seppellirà, un'altra commedia demenziale a sfondo parodistico, dove interpreta, al fianco di Anna Faris e Charlie Sheen, l'imbranato George, ruolo che riprenderà poi in un cameo nel sequel Scary Movie 4. Negli anni seguenti, Rex prenderà spesso parte a film simili, come Pledge This!, Superhero - Il più dotato fra i supereroi e lo stesso Scary Movie V, in cui però ha un altro ruolo. Nel 2006 ha un ruolo regolare, l'ultimo, nella serie Monarch Cove di Lifetime, durata una stagione.
Nel 2005 comincia una carriera come rapper col nome d'arte di Dirt Nasty dopo una frequentazione con Mickey Avalon. Nel 2007 pubblica il suo primo album in studio omonimo, di genere hip hop, per l'etichetta Shoot to Kill Music, seguito nell'agosto 2010 dal suo secondo, Nasty as I Wanna Be, con la partecipazione di Kesha, LMFAO, Too Short e Warren G. Nel 2011 forma con Andy Milonakis e il rapper Riff Raff il supergruppo Three Loco. La sua carriera d'attore ha avuto una rinascita nel 2021 col film indipendente Red Rocket, dove Rex ha ricevuto il plauso della critica per la sua interpretazione di un ex-pornostar in disgrazia, ruolo da protagonista per il quale era stato scelto appositamente dal regista Sean Baker.

## Filmografia parziale

### Cinema
- Shriek - Hai impegni per venerdì 17? (Shriek If You Know What I Did Last Friday the Thirteenth), regia di John Blanchard (2000)
- Desert Vampires (The Forsaken), regia di J. S. Cardone (2001)
- Going Greek, regia di Justin Zackham (2001)
- Scary Movie 3 - Una risata vi seppellirà (Scary Movie 3), regia di David Zucker (2003)
- Scary Movie 4, regia di David Zucker (2006)
- Pledge This!, regia di William Heins (2006)
- La setta delle tenebre (Rise: Blood Hunter), regia di Sebastian Gutierrez (2007)
- Superhero - Il più dotato fra i supereroi (Superhero Movie), regia di Craig Mazin (2008)
- An American Carol, regia di David Zucker (2008)
- Scary Movie V, regia di Malcolm D. Lee (2013)
- Bodied, regia di Joseph Kahn (2017)
- Red Rocket, regia di Sean Baker (2021)
- Mack & Rita, regia di Katie Aselton (2022)
- The Sweet East, regia di Sean Price Williams (2023)
- Basso profilo (Down Low), regia di Rightor Doyle (2023)
- Blink Twice, regia di Zoë Kravitz (2024)

### Televisione
- Baywatch – serie TV, episodio 7x06 (1996)
- Katie Joplin – serie TV, 7 episodi (1999)
- Felicity – serie TV, 4 episodi (1999)
- Jack & Jill – serie TV, 32 episodi (1999-2001)
- Le cose che amo di te (What I Like About You) – serie TV, 22 episodi (2002-2003)
- The Karate Dog, regia di Bob Clark – film TV (2004)
- Summerland – serie TV, episodi 1x06-2x07 (2004-2005)
- Everwood – serie TV, episodio 4x08 (2005)
- Monarch Cove – serie TV, 14 episodi (2006)
- Perception – serie TV, episodio 3x12 (2015)
- NCIS - Unità anticrimine (NCIS) – serie TV, episodio 12x18 (2015)

### Video musicali di altri artisti
- She Wants to Move – N.E.R.D (2004)
- Tik Tok – Kesha (2009)
- Yes – LMFAO (2010)
- Sexy and I Know It – LMFAO (2011)
- Squirt – Lil Debbie e Riff Raff (2012)
- Bird on a Wire – Action Bronson e Riff Raff (2012)

## Discografia

### Album in studio
- Dirt Nasty (2007)
- Nasty as I Wanna Be (2010)
- Palatial (2013)
- Breakfast In Bed (2015) - con Smoov-E
- Sux (2016)

### Mixtape
- The White Album (2010)

### EP
- ¡Three Loco! (2012) - con Andy Milonakis e Riff Raff

## Doppiatori italiani
Nelle versioni in italiano delle opere in cui ha recitato, Simon Rex è stato doppiato da:
- Massimiliano Alto in Scary Movie 3 - Una risata vi seppellirà, Scary Movie 4, Scary Movie V
- Roberto Certomà in Summerland, Superhero - Il più dotato fra i supereroi
- Fabrizio Manfredi in Jack & Jill, Shriek - Hai impegni per venerdì 17?
- Stefano Crescentini in Red Rocket, Blink Twice
- Ruggero Andreozzi in Monarch Cove
- Emiliano Coltorti in Felicity
- Massimo De Ambrosis in Desert Vampires

## Premi e riconoscimenti
- Chicago Film Critics Association
  - 2021 – Candidatura al miglior attore per Red Rocket
- Independent Spirit Awards
  - 2022 – Miglior attore protagonista per Red Rocket
- Los Angeles Film Critics Association
  - 2021 – Miglior attore per Red Rocket
- National Society of Film Critics
  - 2022 – Miglior attore (3º posto) per Red Rocket